# 纳察
纳察是德国图林根州的一个市镇。总面积12.66平方公里，总人口581人，其中男性306人，女性275人（2011年12月31日），人口密度46人/平方公里。